# أوسكار إميل ماير
أوسكار إميل ماير (بالألمانية: Oskar Emil Meyer)‏ هو فيزيائي ألماني، ولد في 15 أكتوبر 1834 في فارل في ألمانيا، وتوفي في 21 أبريل 1909 في فروتسواف في بولندا.